# Simón Berthold
Simón Berthold Chacón (Nacozari, ... – El Álamo, 14 aprile 1911) è stato un rivoluzionario e guerrigliero messicano di origine tedesca, combattente della rivoluzione magonista del 1911 all'inizio della rivoluzione messicana.
Berthold nacque da padre tedesco e madre messicana ed emigrò negli Stati Uniti d'America. Era un militante del Partito Liberale Messicano (PLM) e fu il secondo in comando della Divisione dell'Esercito Liberale in Bassa California.
Il 29 gennaio 1911 Berthold e José María Leyva con un gruppo di 30 guerriglieri presero la città di Mexicali, evento che segnò l'inizio della campagna magonista.
Berthold e Leyva furono accreditati dando alla stampa alla fine di febbraio del 1911 la versione che l'obiettivo della campagna era di creare una "repubblica socialista indipendente" o un commonwealth cooperativo in Bassa California.
Insieme con Leyva attaccò due volte Tecate, senza riuscire a catturarla nel marzo 1911. Berthold si sfilò con un gruppo verso El Álamo, una cittadina a sudovest di Tecate che riuscì a catturare il 21 marzo, ma nell'azione rimase ferito ad una gamba da un proiettile sparato da Alberto Rodríguez detto "El cachora", un franco tiratore di origine indigena, a cui il colonnello porfirista Celso Vega aveva dato una fotografia del comandante liberale per ucciderlo. Quella ferita si rivelò mortale.
Morì il 14 aprile 1911 a El Álamo.